# Notranja makedonska revolucionarna organizacija
Notranja makedonska revolucionarna organizacija (bolgarsko Вътрешна македонска революционна организация - ВМРО, Vnatrešna makedonska revoljucionna organizacija - VMRO); makedonsko Внатрешна македонска револуционерна организација, Vnatrešna makedonska revolucionerna organizacija) je bila skrivna revolucionarna družba na osmanskih ozemljih v Evropi, ki je delovala v poznem 19. in v začetku 20. stoletja.
Ustanovljena leta 1893 v Solunu, katere sprva je bil cilj pridobiti avtonomijo za makedonsko in odrinsko regijo v Osmanskemu cesarstvu, vendar je kasneje začela služiti bolgarskim interesom v balkanski politiki. Skupina VMRO je delovala po vzoru Notranje revolucionarne organizacije Vasila Levskega in sprejela moto »Svoboda ali smrt« (Свобода или ярть). Od leta 1896 se je borila proti Osmanom z gverilsko taktiko, pri tem pa so celo uspeli  vzpostaviti državo znotraj države v nekaterih regijah.Ta prizadevanja so se leta 1903 stopnjevala v Ilindensko-preobražensko vstajo. V bojih je sodelovalo okoli 15.000 borcev VMRO in 40.000 osmanskih vojakov. Potem ko je upor spodletel in so Osmani uničili približno 100 vasi, se je VMRO zatekel k bolj sistematičnim oblikam terorizma, usmerjenim v civiliste. Med balkanskimi vojnami in prvo svetovno vojno je organizacija podpirala bolgarsko vojsko in se pridružila bolgarski vojni oblasti, ko so začasno prevzele nadzor nad deli Trakije in Makedonije. V tem obdobju je bila avtonomija kot politična taktika opuščena in podprta so bila aneksacionalistična stališča, katerih cilj je bil na koncu vključitev zasedenih območij v Bolgarijo.
Po prvi svetovni vojni se je združeno makedonsko-traško revolucionarno gibanje ločilo na dve samostojni organizaciji, VMRO in VTRO. Takrat si je VMRO prislužil ugled kot največja in najmočnejša teroristična mreža, ki si je prizadevala za spremembo državnih meja v makedonskih regijah v Grčiji in Srbiji (kasneje Jugoslavije). Izpodbijali so razdelitev Makedonije med več držav in sprožili vojaške vpade iz njihove trdnjave Petrič na grško in jugoslovansko ozemlje. 
Njihovo operativno bazo v Bolgariji je ogrozila Neulijska mirovna pogodba, VMRO pa se je odzval z atentatom na bolgarskega premiera Aleksandar Stamboliyskega leta 1923, s sodelovanjem njegovih nasprotnikov znotraj bolgarske vlade, ki so mu nasprotovali. Leta 1925 je grška vojska začela čezmejno operacijo za zmanjšanje baznega območja VMRO, vendar jo je na koncu ustavila Društvo narodov, vpadi VMRO pa so se ponavljali. V medvojnem obdobju je VMRO sodeloval tudi s hrvaškimi ustaši. Leta 1934,  so v Marseillu, Franciji, uspeli z sodelovanjem ustašov atentirati tudi takratnega jugoslovanskega kralja Aleksandra I. Po bolgarskem državnem udaru leta 1934 je njihova trdnjava Petrič postala podvržena vojaški upravi bolgarske vojske, in pomen VMRO-ja se je zmanjšal.
Organizacija je večkrat spremenila ime. Po padcu komunizma v 90-tih letih 20. stoletja, so številne stranke prevzele ime VMRO, da bi se legitimizirale. Med njimi je bila v Bolgariji v devetdesetih letih ustanovljena desničarska stranka s predpono "VMRO", v Republiki Makedoniji (danes Severna Makedonija) pa desna stranka z imenom "VMRO-DPMNE".

## Otomansko obdobje
Organizacija je bila ustanovljena leta 1893 v Osmanskem Solunu z majhno skupino proti-turško usmerjenih makedonsko-bolgarskih revolucionarjev, ki so Makedonijo obravnavali kot nedeljivo ozemlje in označevale vse njene prebivalce za "Makedonce", ne glede na njihovo vero ali narodnost. V praksi so VMRO ustanovili Bolgari, tudi večina njenih članov je bila Bolgarov. Organizacija je bila skrivna revolucionarna družba, ki je delovala v poznih 19. in začetku 20. stoletja s ciljem avtonomne makedonske in tračanske regije. Sprva so bili proti težnjam sosednjih držav na tem območju in so bodočo avtonomno Makedonijo in Južno Trakijo videli kot večetnično entiteto. Zdi se, da je bil v zgodnjih fazah boja želeni izid avtonomije poenotenje z Bolgarijo. Ta cilj je bil kasneje spremenjen z idejo o preoblikovanju Balkana v zvezno državo, v katero bi Makedonija in Trakija vstopila kot enakovredni članici. Zamisel o avtonomiji je bila strogo politična in ni pomenila odcepljivosti od bolgarske narodnosti. Tudi tisti, ki so zagovarjali samostojno Makedonijo in Trakijo, niso nikoli dvomili v pretežno bolgarski značaj slovanskega prebivalstva na obeh področjih. Organizacijo so ustanovili Hristo Tatarčev, Dame Grujev, Petar Pop-Arsov, Andon Dimitrov, Hristo Batandžijev in Ivan Hadžinikolov. Večina (z izjemo Ivana Hadžinikolova) je bila tesno povezana z bolgarsko srednjo šolo za moške v Solunu. Po besedah "Memoarjih" Hrista Tatarčeva so VMRO najprej imenovali preprosto Makedonska Revolucionarna Organizacija (MRO).